# Recherches sociographiques
Recherches sociographiques est une revue multidisciplinaire éditée par le Département de sociologie, Faculté des sciences sociales de l'Université Laval, Québec. Elle est consacrée à l'étude des Québécois et de la société canadienne francophone. 
Elle a été fondée en 1960 par Fernand Dumont, Jean-Charles Falardeau et Yves Martin, professeurs au Département de sociologie de l'Université Laval.
La revue édite les travaux originaux, les notes critiques et les résumés. Sa mission est d'examiner les aspects spatiaux, historiques, politiques, économiques, sociaux et culturels de la vie au Québec et au Canada de langue française. 
Elle se voit comme un carrefour, une sorte d'endroit de réunion public à laquelle pour analyser, comparer et interpréter à la lumière des traditions scientifiques diverses.

## Rédaction
La rédaction a été successivement prise en charge par :
| - Yves Martin (1960-1966) - Jean-Paul Montminy (1966-1968) - Renaud Santerre (1968-1969) - Nicole Gagnon (1969-1988) - Jean-Jacques Simard (1988-1989) | - Marc-André Lessard (1989-1993) - Andrée Fortin (1993-2005) - Simon Langlois (2005-2010 ) - Andrée Fortin (2010-2013) - Sylvie Lacombe (2013-) |

## Partenaires privilégiés
- Association Internationale d’Études Québécoises (AIEQ)

- Association Canadienne des Sociologues et Anthropologues de Langue Française (ACSALF)

- Chaire pour le développement de la recherche sur la culture d’expression française en Amérique du Nord (CEFAN)

- Association des études canadiennes

- Conseil international d’études canadiennes (CIEC)

- American Council for Québec Studies ( États-Unis)

- Centre Interdisciplinaire de Recherches Franco-canadiennes/Québec-Saxe (CIFRAQS,  Allemagne)

- Association française d’études canadiennes (AFEC)

## Voir également